# Hans-Peter Martin
Hans-Peter Martin este un om politic austriac membru al Parlamentului European în perioada 1999-2004 din partea Austriei.